# Carl's Corner
Carl's Corner est une ville située à l'est du comté de Hill au Texas, aux États-Unis,.

## Démographie
Lors du recensement de 2010, la ville comptait une population de 173 habitants. Elle est estimée, en 2016, à 173 habitants.

### Source de la traduction
- (en) Cet article est partiellement ou en totalité issu de l’article de Wikipédia en anglais intitulé « Carl's Corner, Texas » (voir la liste des auteurs).